# Černá ruka (Palestina)
Černá ruka (arabsky: الكف الاسود; al-Kaff al-Aswad) byla džihádistická militantní organizace v Mandátní Palestině bojující proti sionistickému hnutí a britské mandátní správě. 

## Historie
Organizace byla založena v roce 1930 syrským islámským duchovním a šejchem Izzem ad-Dínem al-Kassámem. Černá ruka se zformovala po nepokojích v Palestině v roce 1929 z odbojových buněk al-Kassáma, které zakládal proti sionistickým osadníkům a britské mandátní správě. Během svých mší začal věřící arabské vesničany vyzývat k organizaci odbojových organizací proti britské mandátní správě a židovským osadníkům. Od damašského muftího brzy poté obdržel dobrozdání (fatvu), že boj proti Britům a Židům je přípustný.
Krátce po svém vzniku se organizace rozpadla na dvě křídla. Jedno vedl radikálnější Abu Ibrahim al-Kabir, který volal po okamžitém ozbrojeném střetu s Brity a Židy. Druhé křídlo vedl al-Kassám, který se domníval, že na takový střet ještě není hnutí připraveno.
V dubnu 1931 organizace provedla přepadení kibucu Jagur, ve kterém zabila tři obyvatele. Roku 1932 byl zmařen jejich bombový útok na dům v Haifě. Na severu Palestiny provedli další přepady s jednotkami mrtvých či zraněných osadníků. Aktivity vyrcholily v prosinci 1932 bombovým útokem na dům židovských osadníků ve vesnici Nahalal.
K roku 1935 měla Černá ruka mezi 200 a 800 členy. Ti byli organizováni v autonomních buňkách po pěti osobách. Členové organizace měli za úkol zejména předávat bojový výcvik vesničanům. Buňky byly vyzbrojeny zbraněmi a výbušninami, které tamní členové měli používat při přepadech židovských osad a při sabotážích britské infrastruktury.
V listopadu 1935 britské jednotky připsaly smrt jednoho policisty v Palestině al-Kassámově organizaci. Al-Kassám následně s dalšími muži uprchl do hor, kde je živili místní vesničané. Britské jednotky je nakonec obklíčily a při přestřelce al-Kassám a další tři muži padli. Ostatní byli zatčeni. Jeho pohřbu se účastnily tři tisíce osob, zejména chudých vesničanů a dělníků. 
Někteří přeživší členové organizace se zapojili do arabského povstání v Palestině v letech 1936–1939.